# Zhou Kehua
Zhou Kehua (en chino tradicional, 周克华; en chino simplificado, 周克华; pinyin, Zhōu Kehua; 6 de febrero de 1970 - 14 de agosto de 2012) fue un criminal chino, sospechoso de asesinatos y robos. Según informes de prensa, se cree que ha participado en al menos nueve casos de asesinato y robo.

## Crímenes
En 1985, a los 15 años, Zhou fue encarcelado durante 14 días bajo cargos de abuso sexual. En 2005, entró en la cárcel otra vez por tráfico de armas de fuego. Se sospecha que Zhou mató a diez personas y que robó millones de yuanes en Jiangsu, Hunan y Chongqing entre 2004 y 2012.
De acuerdo con investigadores de la policía de Changsha, Zhou Kehua había sido un soldado mercenario en Birmania hasta el año 2004, lo que explicaría su familiaridad con las armas.
Murió la mañana del martes 14 de agosto de 2012 en un tiroteo contra la policía.